# Russische Hockeynationalmannschaft der Damen
Die russische Hockeynationalmannschaft der Damen ist eine Nationalmannschaft, die Russland bei internationalen Hockeyturnieren vertritt. Die aktuellere Trainerin ist Swetlana Iwanova. Die russische Mannschaft konnte sich nur für zwei Weltmeisterschaften qualifizieren: 1994 erreichte sie einen 12. und 2002 einen 16. Rang. Die Russen haben fünfmal an Europameisterschaften teilgenommen, ihre beste Platzierung war der vierte Rang bei der Europameisterschaft 1999. Aktuell rangiert Russland auf dem 23. Platz der Weltrangliste.

## Weltmeisterschaften
- 1974–1990 – siehe Frauen-Hockeynationalmannschaft der UdSSR
- 1994 – Platz 12
- 1998 – nicht qualifiziert
- 2002 – Platz 16
- 2006–2018 – nicht qualifiziert

## Europameisterschaften
- 1984–1991 – siehe Frauen-Hockeynationalmannschaft der UdSSR
- 1995 – Platz 5
- 1999 – Platz 4
- 2003 – Platz 10
- 2005–2007 – nicht qualifiziert
- 2009 – Platz 7
- 2011–2017 – nicht qualifiziert
- 2019 – Platz 7
- 2021 – nicht qualifiziert

## Kader
Der Kader für die Europameisterschaft der Damen 2019 in Belgien, Stand 14. August 2019:
Trainer: Swetlana Iwanowa
| Trikotnr. | Spielername                 | Verein                           |
| --------- | --------------------------- | -------------------------------- |
| 01        | Angelina Jaschina (TW)      | Dinamo-GAP (Kasan)               |
| 02        | Swetlana Salamatina         | Dinamo-GAP (Kasan)               |
| 03        | Wiktorija Tschepurnowa      | Dontschanka (Wolgodonsk)         |
| 04        | Alina Chalimova             | Dinamo-ZOP Moskomsport (Moskau)  |
| 05        | Kristina Schumilina         | Dinamo-Elektrostal (Elektrostal) |
| 06        | Xenia Koroljowa             | Dinamo-Elektrostal (Elektrostal) |
| 07        | Swetlana Jeroschina         | Dinamo-Elektrostal (Elektrostal) |
| 10        | Julia Tscheplygina          | Dinamo-Elektrostal (Elektrostal) |
| 11        | Anastassija Kolpakowa       | Dinamo-Elektrostal (Elektrostal) |
| 12        | Marija Bordolimowa          | Dinamo-GAP (Kasan)               |
| 14        | Dajana Juschkowa            | Dinamo-GAP (Kasan)               |
| 15        | Margarita Drepenkina        | Dinamo-ZOP Moskomsport (Moskau)  |
| 18        | Wiktorija Aleksandrina (TW) | Dinamo-Elektrostal (Elektrostal) |
| 19        | Bogdana Sadowaja            | Dinamo-ZOP Moskomsport (Moskau)  |
| 21        | Xenija Sanina               | Dinamo-Elektrostal (Elektrostal) |
| 22        | Warawara Makejewa           | Dinamo-Elektrostal (Elektrostal) |
| 23        | Aleksandra Leonowa          | Dinamo-ZOP Moskomsport (Moskau)  |
| 29        | Jewgenija Sorokina          | Dinamo-GAP (Kasan)               |